# Сражение при Сенафе
Сражение при Сенафе (ит. Battaglia di Senafè) — сражение, произошедшее 15 и 16 января 1895 года во время Итало-эфиопской войны 1895-96 гг. Итальянские колониальные войска уничтожили остатки тиграйской армии, отступившей накануне после битвы при Коатите.
Чтобы предотвратить итальянское вторжение в эфиопскую провинцию Тыграй под командой генерала Оресте Баратьери, правитель Тыграя рас Менгеша Йоханнес вторгся в итальянскую Эритрею. Однако в битве при Коатите он был разбит войсками Баратьери. Армия раса Менгеши потеряла 4500 человек убитыми и ранеными из 10 000 человек и израсходовала почти все боеприпасы для тех немногих винтовок, которые были у его армии.

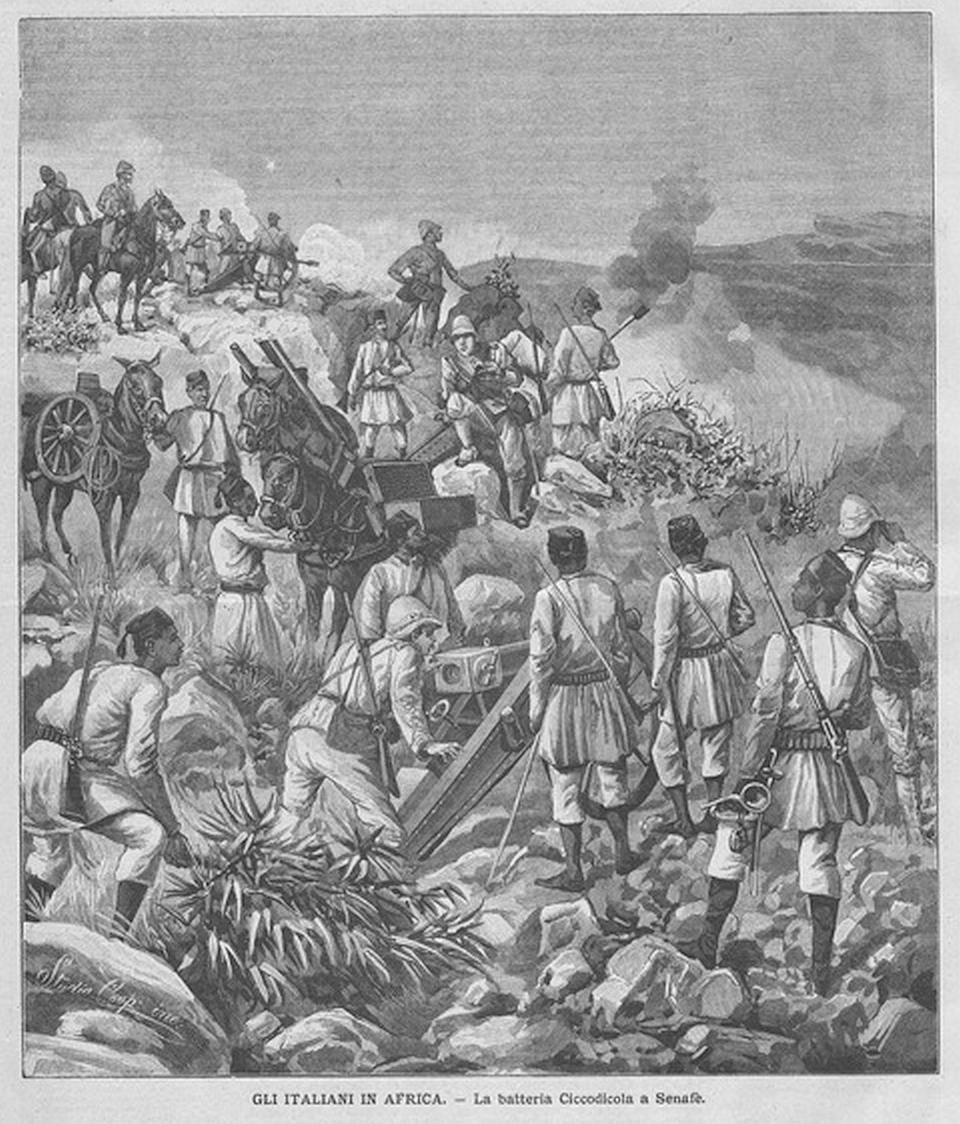
Батарея капитана Чиккодиколы ведёт огонь по противнику.

Рас Менгеша сталь отступать с остальной частью своей армии обратно в Тыграй, чтобы пополнить ее резервами. Однако далеко он не ушел. Вечером 15 января преследовавший его Баратьери (около 4000 человек) догнал его в Сенафе близ Коатита. Артиллерийская батарея заняла позицию на горе Амба Терика на северной окраине Сенафеской впадины. В ходе итальянской артиллерийского обстрела и последовавших боёв, продолжавшихся до следующего утра, рас Менгеша потерял еще 2000 человек, включая некоторых из своих лучших военачальников. Сам рас, в палатку которого попала прямо одна из первых гранат, испугался и поспешно убежал, бросив палатку со всем, что в ней было; среди прочего, свою жену и важную переписку. Ему удалось бежать в Тыграй с несколькими оставшимися верными последователями. Весь лагерь раса попал в руки итальянцев.
Почти полный разгром тыграйской армии открыли путь к вторжению в Тыграй. Баратьери собрал свои войска в Сенафе, и в январе 1895 года итальянцы оккупировали Адуа, Адиграт и столицу Тыграя Мекеле. С началом сезона дождей в апреле 1895 года они прервали наступление и, по крайней мере, снова очистили Адуа. Рас Менгеша расположился лагерем со своими оставшимися войсками в Мекеле очень близко к итальянцам и собрал новую армию вместе с расом Алулой Энгидой.